# گینور میندن
گینور میندن (انگلیسی: Gaynor Minden) شرکت تجهیزات ورزشی آمریکایی است، که در سال ۱۹۹۲ توسط جان میندن تأسیس شد.